# 諾金斯克區

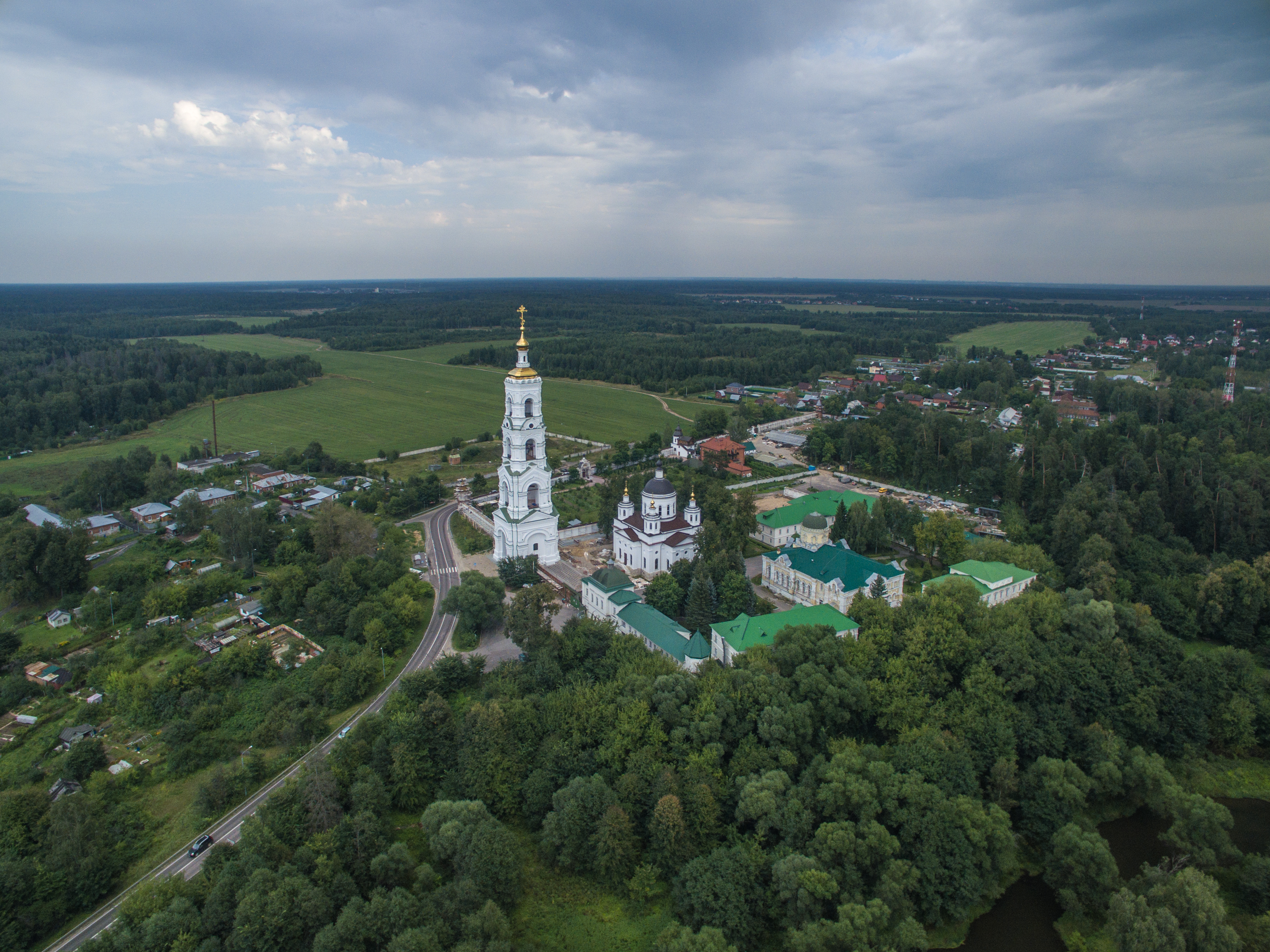

55°51′N 38°27′E / 55.850°N 38.450°E
諾金斯克區（俄语：Ногинский район），是俄羅斯的一個區，位於該國西部，由莫斯科州負責管轄，面積893.9平方公里，2010年人口203,609，人口密度每平方公里227.78人。